# Władimir Pronin
Władimir Iwanowicz Pronin, ros. Владимир Иванович Пронин, (ur. 1904 we wsi Jakszyno w guberni riazańskiej, zm. 9 lutego 1961 w Lipiecku) – funkcjonariusz radzieckich organów bezpieczeństwa, pułkownik, szef Zarządu NKWD/MWD w obwodzie bobrujskim (1946–1953).

## Życiorys
Od lipca 1924 do marca 1925 sekretarz gminnego komitetu Komsomołu w guberni riazańskiej, od 1925 w RKP(b), od marca 1925 do października 1926 asystent inspektora wydziału pracy w Zarajsku, od października 1926 do lutego 1928 przewodniczący rejonowego komitetu Związku "Miedsantrud" w Zarajsku, od lutego do listopada 1928 kierownik punktu ubezpieczeniowego, od listopada 1928 do stycznia 1930 inspektor wydziału śledczego w Zarajsku. Od stycznia do listopada 1930 słuchacz Moskiewskiej Szkoły Milicji Robotniczo-Chłopskiej Starszej Kadry Dowódczej, od listopada 1930 do maja 1934 szef rejonowego wydziału milicji robotniczo-chłopskiej w obwodzie moskiewskim, od maja 1934 do listopada 1937 szef rejonowego oddziału milicji robotniczo-chłopskiej w obwodzie moskiewskim, 16 sierpnia 1936 mianowany młodszym lejtnantem milicji. Od listopada 1937 do marca 1941 szef Inspekcji Specjalnej, Wydziału Śledczego i Wydziału Politycznego Zarządu Milicji Robotniczo-Chłopskiej Zarządu NKWD obwodu tulskiego, 19 października 1938 mianowany lejtnantem milicji, później starszym lejtnantem bezpieczeństwa państwowego, od 15 marca do sierpnia 1941 szef Zarządu NKWD obwodu wilejskiego. We wrześniu-październiku 1941 szef Wydziału Politycznego Zarządu Milicji Robotniczo-Chłopskiej Zarządu NKWD obwodu penzeńskiego, od października 1941 do marca 1942 szef Wydziału Specjalnego NKWD 19 Brygady Saperskiej na Froncie Briańskim, od marca 1942 do lipca 1943 szef Oddziału III Wydziału Specjalnego NKWD/Wydziału Kontrwywiadowczego Ludowego Komisariatu Obrony Frontu Woroneskiego, od 16 października 1942 kapitan bezpieczeństwa państwowego, a od 11 lutego 1943 podpułkownik. Od lipca 1943 do grudnia 1944 szef Wydziału I Zarządu Kontrwywiadowczego Ludowego Komisariatu Obrony 1 Frontu Ukraińskiego, od grudnia 1944 do października 1945 zastępca szefa Wydziału Kontrwywiadu Ludowego Komisariatu Obrony 2 Armii Powietrznej, od października 1945 do stycznia 1946 zastępca szefa Zarządu NKWD w obwodzie bobrujskim, a od 5 stycznia 1946 do 15 marca 1953 szef Zarządu NKWD/MWD obwodu bobrujskiego, od 12 lutego 1948 w stopniu pułkownika. Od lipca 1953 do kwietnia 1954 szef rejonowego oddziału MWD w obwodzie riazańskim/lipieckim, od kwietnia 1954 do kwietnia 1958 w Zarządzie MWD/Zarządzie Spraw Wewnętrznych Komitetu Wykonawczego Obwodu Lipieckiego, od 12 kwietnia 1958 do śmierci szef tego Zarządu obwodu lipieckiego.

## Odznaczenia
- Order Lenina (5 listopada 1954)
- Order Czerwonego Sztandaru (30 stycznia 1951)
- Order Wojny Ojczyźnianej I klasy
- Order Czerwonej Gwiazdy (trzykrotnie)
- Order „Znak Honoru” (30 grudnia 1948)